# Château de Narbonne (Saint-Just)
Le château de Narbonne est un château situé sur la commune de Saint-Just en Dordogne. Son donjon est inscrit sur la liste des monuments historiques.

## Historique
Le château est construit en 1601 par Ponce Raymond et Thoinette de Conan. Il a depuis été la propriété des familles Lacroze et Duclaud.
Le donjon est inscrit au titre des monuments historiques par arrêté du 12 octobre 1948.

## Architecture
Le donjon possède des encadrements de fenêtres sculptées à motifs renaissance (coquilles sculptées, têtes de lions).